# 岡本理絵
岡本 理絵（おかもと りえ、1月9日 - ）は、日本の女性声優。

## 経歴
勝田声優学院卒業生。
パワー・ライズ（合併前はトリアス）所属を経て、2019年6月よりフリー。同年11月よりグリーンノートと業務提携。2021年6月をもって契約を満了し、フリー。2021年12月1日より声優事務所ハルクオリアを設立。

## 出演
太字はメインキャラクター。

### テレビアニメ
- くまみこ（2016年、アイドル[4]）
- ハミダシクリエイティブ（2024年、竜閑天梨[5][6]）
- ぬきたし THE ANIMATION（2025年、畔美岬[7][6]）

### ゲーム
2014年
- FLOWERS -Le volume sur printemps-（春篇）（匂坂マユリ）
  - FLOWERS -Le volume sur hiver-（冬篇）（2017年、匂坂マユリ）

2015年
- トリックスター 召喚士になりたい（アステール）

2016年
- オルタナティブガールズ2（星織姫）
- りっく☆じあ～す（AH-1Wスーパーコブラ）
- ロボットガールズZ ONLINE（メカ・ザウルス）

2017年
- 桜花裁き 斬（山辺舞、なずな）
- フードファンタジー（梅酒）
- 千の刃濤、桃花染の皇姫 - PS4/PS Vita版

2018年
- いきのこれ！社畜ちゃん〜ドキドキ炎上社畜ライフ〜（社畜ちゃん）
- TrymenT ―今を変えたいと願うあなたへ―（星乃あやめ）

2019年
- スキとスキとでサンカク恋愛（和呂田茜）- PS4/PS Vita版
- かりぐらし恋愛（桜木橋理兎）- PS4/PS Vita版
- 添いカノ〜ぎゅっと抱きしめて〜（片桐つばめ）- PS4/PS Vita/Switch版
- モンスターストライク（2019年 - 2023年、ヴェルサイユ）
- クダンノフォークロア（吾妻佳恋）

2020年
- ART CODE SUMMONER（ジャン・シメオン・シャルダン）

2021年
- ハミダシクリエイティブ（竜閑天梨）- Switch/PS4版
- ツユチル・レター ～海と栞に雨音を～（伏見凪紗）
- アーキタイプ・アーカディア（カトリン）

2022年
- 冥契のルペルカリア（龍木悠苑）- Switch/PS4版
- JINKI -Infinity-（柊 赤緒）

2024年
- 八剱伝Switch版（種姫）
- ヒバリでなくナイチンゲールでもなく（三島玖透巴）

### 吹き替え
- ヒューマンターゲット（エミリー）
- クローザー（ベイリー夫人）
- コペンハーゲン（フライア）
- PLASTIC（ベス）
- 溺殺魔 セバスチャン・ドナー（ハナ）

### アプリ
- 社畜ちゃんアラーム（社畜ちゃん）
- モンスターストライク（ヴェルサイユ）
- 偽りのアリス (クネヒト・ループレヒト ガウェイン)

### CD作品
- 水橋パルスィのSSR スーパー添い寝リアリズム
- パルスィの妬ましすやすやディスク
- お試し版 水橋パルスィの罵りディスク
- 夏宵町の魔女さん-人形の館-（卯花ことり）

### ラジオ
※はインターネット配信。
- Radio プロジェクトEXA（2016年 - 2018年、音泉※）
- アールグレイラジオ（パルスィ（EG）※）

### その他
- 黄桜すいプロジェクト（御殿鞠あやめ）